# Eosembia spatha
Eosembia spatha är en insektsart som beskrevs av Ross 2007. Eosembia spatha ingår i släktet Eosembia och familjen Oligotomidae.
Artens utbredningsområde är Myanmar. Inga underarter finns listade i Catalogue of Life.